# Rämeäselkä
Rämeäselkä är en kulle i Finland.   Den ligger i den ekonomiska regionen  Fjäll-Lappland  och landskapet Lappland, i den norra delen av landet, 900 km norr om huvudstaden Helsingfors. Toppen på Rämeäselkä är 332 meter över havet. Rämeäselkä ingår i Siiselät.
Terrängen runt Rämeäselkä är platt.  Trakten runt Rämeäselkä är nära nog obefolkad, med mindre än två invånare per kvadratkilometer. Det finns inga samhällen i närheten. 